# La Voce del popolo (quotidiano)
La Voce del popolo è un quotidiano croato di lingua italiana, organo dell'Unione Italiana, l'organizzazione che rappresenta la minoranza italiana in Slovenia e Croazia.

## Storia
Un quotidiano dal titolo La Voce del Popolo venne fondato nel novembre 1885 a Sušak, il sobborgo fiumano a maggioranza croata. Inizialmente di posizioni filo-magiare, divenne in seguito l'organo di stampa degli autonomisti locali. Nel 1890 trasferì la sua tipografia a Fiume. Fu soppresso una prima volta nel 1919. Riprese le pubblicazioni due anni dopo, le cessò nello stesso 1921.
Dal 27 ottobre al 27 dicembre 1944 il nome venne riutilizzato per intitolare il ciclostile partigiano organo del Comitato Popolare di Liberazione di Fiume, di fatto l'organo di stampa in lingua italiana del Partito Comunista di Jugoslavia.
La Voce del Popolo, insediatasi nei locali e nella tipografia che furono de La Vedetta d'Italia, dopo l'occupazione jugoslava dell'Istria e della Venezia Giulia nel maggio 1945 riprese ufficialmente le pubblicazioni già il 5 come bisettimanale e poi dal 9 giugno come quotidiano (inizialmente di due pagine e poi di quattro), come organo del Fronte unico popolare di liberazione e poi dell'Unione antifascista italo-slava (UAIS) della città di Fiume, successivamente dell'UAIS e del Fronte popolare di liberazione dell'Istria e di Fiume. Fino al 1947 condusse una campagna a favore dell'annessione della Venezia Giulia alla Jugoslavia di Tito, fortemente contraria a qualsiasi forma di autonomia della città e quindi anche contro i vecchi autonomisti fiumani, paragonati ai collaborazionisti. Il suo obiettivo era quello di mobilitare gli italiani dell'area istro-quarnerina a favore della Jugoslavia di Tito e delle politiche economico-sociali promosse dalla Lega dei Comunisti. Nel 1959-1960 si fuse con l'EDIT (EDizioni ITaliane) - all'epoca casa editrice degli italiani della Jugoslavia, oggi della Slovenia e della Croazia - divenendo organo dell'«Alleanza socialista del popolo lavoratore» (ASPL), una delle organizzazioni politiche di massa jugoslave.
Oggi è l'organo dell'Unione Italiana di Slovenia e Croazia, un tempo Unione degli Italiani dell'Istria e di Fiume della Jugoslavia, alla quale aderiscono attualmente cinquanta Comunità degli Italiani e oltre 30.000 associati, eredi dei circa 60.000 "rimasti" che non scelsero la via dell'esodo nel secondo dopoguerra. Esce tutti i giorni tranne i festivi e pubblica esclusivamente articoli in lingua italiana. È venduto agli appartenenti alla comunità nazionale italiana residente in Croazia e Slovenia, e dal 2014 è in vendita anche in molte edicole del Friuli-Venezia Giulia.
L'EDIT, fondata a Fiume nel 1952, stampa pure il quindicinale Panorama, il mensile per ragazzi Arcobaleno, la rivista culturale La battana e numerosi libri e pubblicazioni in lingua italiana e - raramente - in croato. Nei mesi estivi La Voce del Popolo si trova in tutte le edicole delle località turistiche dell'Istria e del Quarnaro. In passato usciva in abbinamento gratuito con il  quotidiano triestino Il Piccolo.
Spesso il giornale contiene inserti specializzati di turismo, cultura, gastronomia, economia, ecc. Esiste pure la versione on-line. La redazione centrale è a Fiume, mentre le cinque redazioni esterne sono a Capodistria, Umago, Rovigno, Albona e Pola. I giornalisti assunti in pianta stabile sono una quarantina, cui si aggiungono circa altri trenta dipendenti. La tiratura quotidiana è di circa 4 000 copie. Molti abbonati abitano anche in Italia e in altri Paesi. È membro dell'Associazione dei quotidiani in lingua minoritaria e regionale (MIDAS).

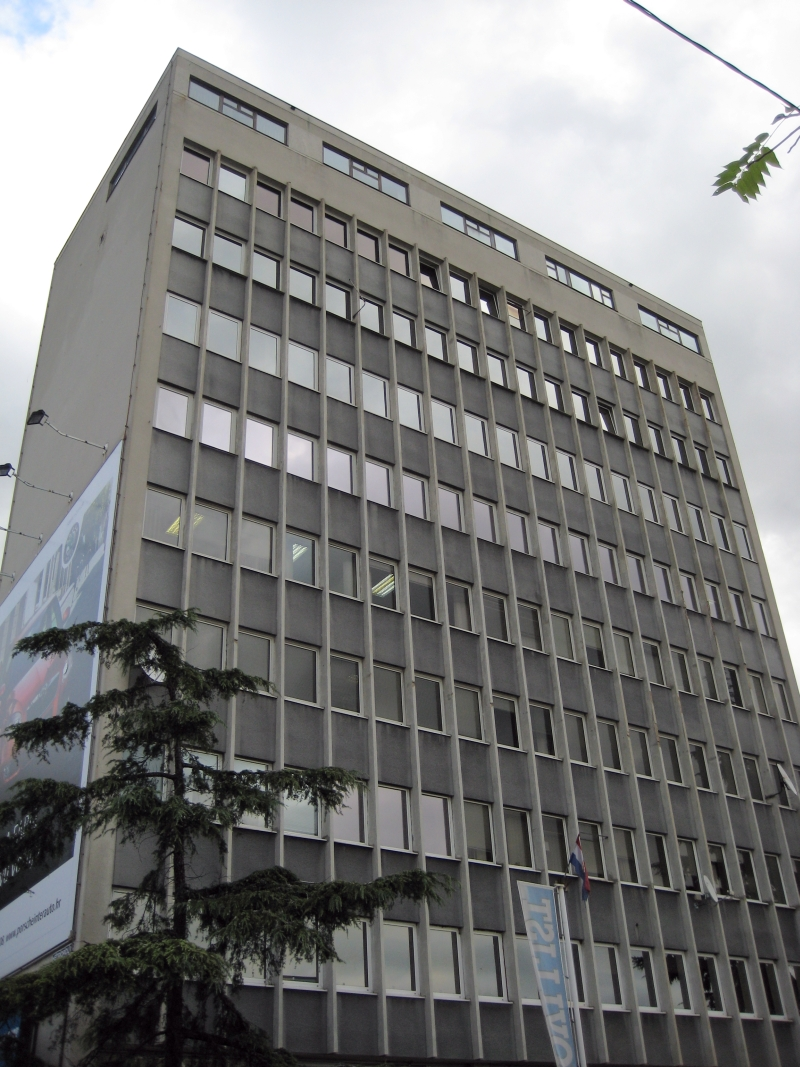
Il grattacielo sede di Novi list e de La Voce del popolo a Fiume.

## Edizioni
La Voce del popolo esce nelle seguenti edizioni:
- Fiume che copre tutta la Regione litoraneo-montana (Croazia).
- Istria che copre tutta la Regione istriana (Croazia) esclusa Pola.
- Pola che copre tutto il comune di Pola (Croazia).
- Capodistria che copre tutta l'Istria slovena.
- Friuli-Venezia Giulia che copre tutta l'ex provincia di Trieste.